# ウェイド・ルブラン
- ウェイド・レブランク

ウェイド・マシュー・ルブラン（Wade Matthew LeBlanc, 発音:lah-BLAHNC, 1984年8月7日 - ）は、アメリカ合衆国ルイジアナ州カルカシュー郡レイクチャールズ出身の元プロ野球選手（投手）。左投左打。
メディアによってはウェード・レブランクと表記されることもある。

## 経歴

### プロ入り前
2003年のMLBドラフト36巡目（全体1058位）でタンパベイ・デビルレイズから指名されるも拒否し、アラバマ大学へ進学。大学では3年間で通算24勝を記録した。

### プロ入りとパドレス時代

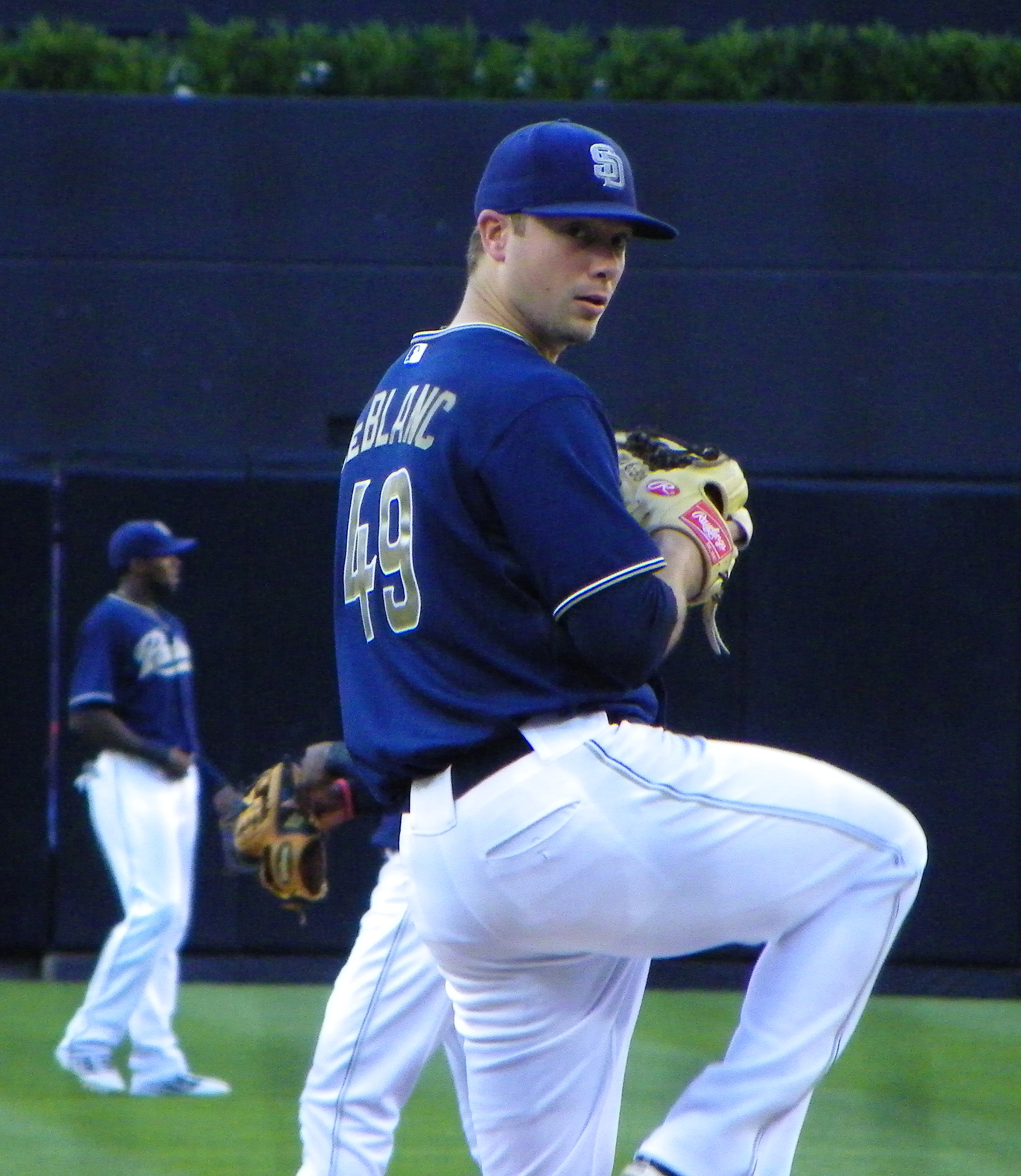
サンディエゴ・パドレスでの現役時代
（2011年9月17日）

2006年のMLBドラフト2巡目（全体61位）でサンディエゴ・パドレスから指名を受け、6月26日に契約金59万ドルで契約した。
2008年9月3日のロサンゼルス・ドジャース戦でメジャーデビュー。
2010年には自己最多の26試合（先発25試合）に登板し、8勝12敗、防御率4.25という成績を残している。

### マーリンズ時代
2011年11月22日にジョン・ベイカーとのトレードで、マイアミ・マーリンズへ移籍した。
2013年は13試合に登板して1勝5敗の成績で6月3日にDFAとなった。

### アストロズ時代
2013年6月8日にウェイバー公示を経てヒューストン・アストロズへ移籍した。6月24日にDFAとなった。8月19日に再昇格したが、翌日に傘下のAAA級オクラホマシティ・レッドホークスへ降格した。10月1日にFAとなった。

### エンゼルス時代
2013年11月11日にロサンゼルス・エンゼルスとマイナー契約を結んだ。
2014年は傘下のAAA級ソルトレイク・ビーズで開幕を迎え、開幕後は9試合に登板。5勝1敗、防御率3.69の成績で、5月25日にエンゼルスとメジャー契約を結んでアクティブ・ロースター入りした。昇格後は5月30日のオークランド・アスレチックス戦で初登板し、5点ビハインドの1回裏2死から登板。6.1回を投げたが、2本塁打を含む6安打4失点2四球と結果を残せず、5月31日にDFAとなった。

### ヤンキース時代
2014年6月3日にウェイバー公示を経てニューヨーク・ヤンキースへ移籍。6月4日のアスレチックス戦で1点ビハインドの9回表から登板したが、1回を投げ2安打2失点1四球と結果を残せず、6月11日にDFAとなり、6月14日にAAA級スクラントン・ウィルクスバリ・レイルライダースへ降格。6月15日にFAとなった。

### エンゼルス復帰
2014年6月17日に再びエンゼルスとマイナー契約を結んだ。8月21日にエンゼルスとメジャー契約を結び、25日のマーリンズ戦で復帰後初登板を果たしたが、3.1回を7安打6失点で敗戦投手となり、28日にマイナー契約となってAAA級ソルトレイクへ降格した。9月2日にセプテンバー・コールアップで、メジャーに再昇格した。エンゼルスでは9試合に登板して1勝1敗、防御率2.82だった。オフの12月2日にノンテンダーFAとなった。

### 西武時代
2014年12月12日にNPBの埼玉西武ライオンズと契約した。
2015年4月2日の東北楽天ゴールデンイーグルス戦で、初登板を果たし、6回3安打1失点で勝利投手となった。6月以降は一軍での登板の機会はなく、9月13日に契約解除が通告され、14日にウェイバー公示されることとなった。

### ブルージェイズ傘下時代
2015年12月18日にトロント・ブルージェイズとマイナー契約を結んだ。
2016年は傘下のAAA級バッファロー・バイソンズで開幕を迎え、14試合に先発登板して7勝2敗・防御率1.71の成績を残した。特に5月は6試合に先発登板して3勝0敗、防御率0.96の成績でインターナショナルリーグの月間最優秀選手に選出された。

### マリナーズ時代
2016年6月22日に後日発表選手とのトレードで、シアトル・マリナーズへ移籍した。6月24日にメジャー契約を結んでアクティブ・ロースター入りし、同日のセントルイス・カージナルス戦で先発して6回を無失点に抑える好投を見せた（勝敗は付かず）。8月25日にDFAとなり、9月4日にマイナー契約で傘下のAAA級タコマ・レイニアーズへ降格した。なお、マリナーズでは主に先発の一角として起用され、11試合中8試合に先発登板して3勝0敗1セーブ、防御率4.50という成績を残した。

### パイレーツ時代

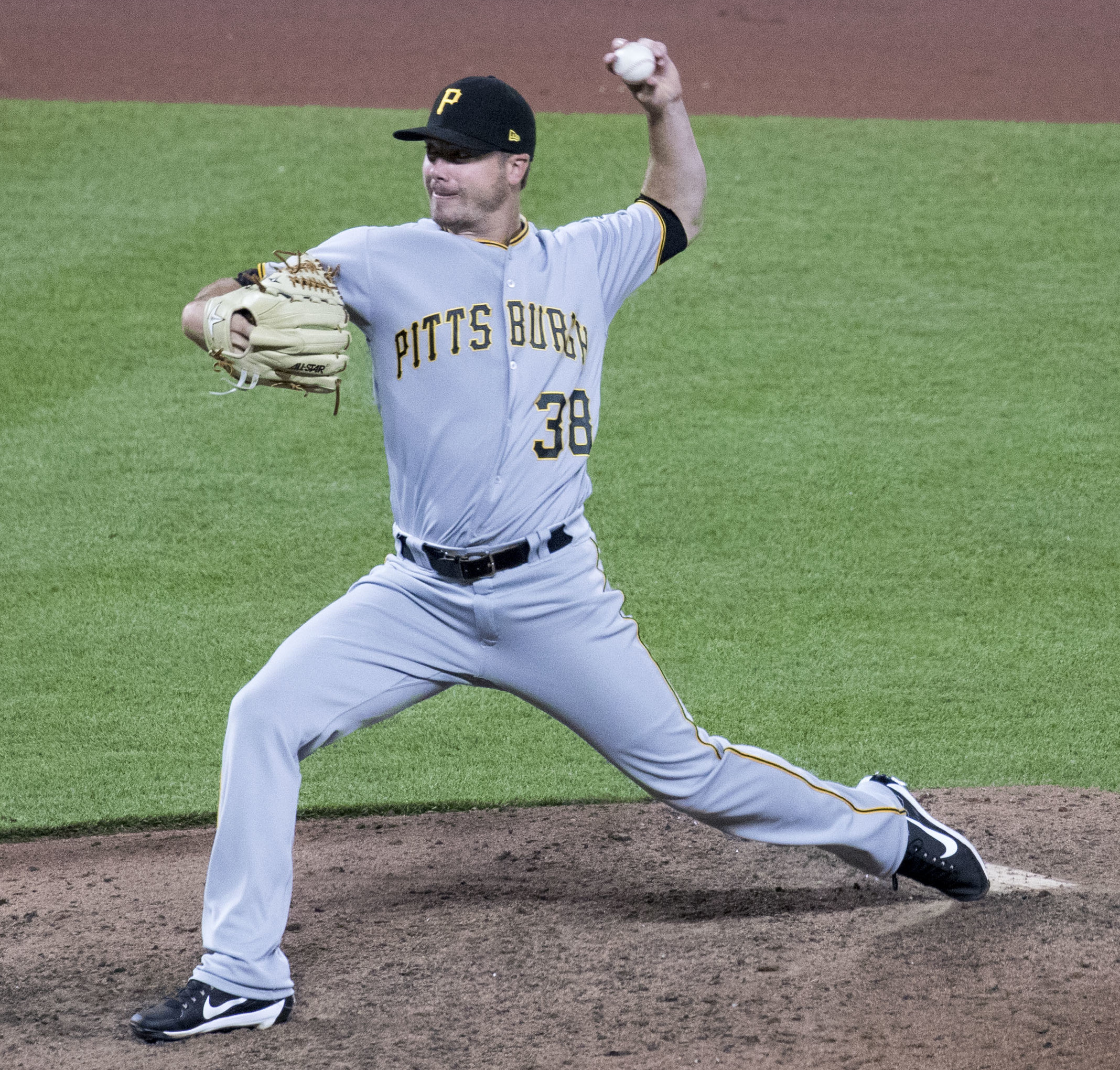
ピッツバーグ・パイレーツでの現役時代
(2017年6月6日)

2016年9月13日に後日発表選手とのトレードで、ピッツバーグ・パイレーツへ移籍した。パイレーツ加入後はリリーフに転向し、8試合に登板。1勝1セーブ、防御率0.75、WHIP0.75という圧倒的なピッチングを展開した。マリナーズとの合算では、19試合（先発8試合）に登板して防御率3.77・4勝2セーブを記録した。
2017年は50試合に登板して5勝2敗1セーブ、防御率4.50、54奪三振を記録した。オフの11月3日にマイナー契約でAAA級インディアナポリス・インディアンスへ配属された後、7日にFAとなった。

### マリナーズ復帰
2018年1月17日にヤンキースとマイナー契約を結んでスプリングトレーニングに招待選手として参加することになったが、3月23日にFAとなった。その後、3月25日にマリナーズとメジャー契約を結んだ。7月4日、2019年の1年275万ドルで契約延長した（最長2022年までの球団側選択オプション付）。
2019年オフの10月31日にマリナーズは球団オプションを行使しなかったため、FAとなった。

### オリオールズ時代
2020年2月1日にボルチモア・オリオールズとマイナー契約を結び、スプリングトレーニングに招待選手として参加することになった。7月15日にメジャー契約を結んで40人枠入りした。オフの11月1日にFAとなった。
2021年2月3日にオリオールズとマイナー契約で再契約した。3月26日にメジャー契約を結んでアクティブ・ロースター入りした。開幕後は6試合（先発1試合）に登板して防御率9.45と振るわず4月25日にDFAとなり、29日にFAとなった。

### ブルワーズ傘下時代
2021年5月4日にミルウォーキー・ブルワーズとマイナー契約を結び、傘下のAAA級ナッシュビル・サウンズへ配属された。4試合に先発登板後、5月27日に自ら選んで契約を途中で放棄する「オプトアウト」を行使した。

### レンジャーズ傘下時代
2021年6月1日にテキサス・レンジャーズとマイナー契約を結び、傘下のAAA級ラウンドロック・エクスプレスへ配属された。4試合に先発登板後、6月16日に自由契約となった。

### カージナルス時代
2021年6月17日にカージナルスとメジャー契約を結んだ。8月13日に左肘を痛めたため、10日間の故障者リスト入りした。オフの11月3日にFAとなった。
2022年4月2日に現役引退を表明した。

## 投球スタイル
速球が平均87mph（約140.0km/h）程度の典型的な軟投派左腕である。
投手有利のペトコ・パークを本拠地にするパドレス時代の4年間は本拠地での通算防御率2.97に対し、敵地では6.16と倍以上に跳ね上がっていた。

## エピソード
2015年1月27日にヒューストンから成田空港に到着したときに「YOUは何しに日本へ?」の取材を受け、野球より先に日本のテレビに出演することとなった。

## 詳細情報

### 年度別投手成績
| 年 度     | 球 団     | 登 板 | 先 発 | 完 投 | 完 封 | 無 四 球 | 勝 利 | 敗 戦 | セ 丨 ブ | ホ 丨 ル ド | 勝 率 | 打 者 | 投 球 回 | 被 安 打 | 被 本 塁 打 | 与 四 球 | 敬 遠 | 与 死 球 | 奪 三 振 | 暴 投 | ボ 丨 ク | 失 点 | 自 責 点 | 防 御 率 | W H I P |
| --------- | --------- | ----- | ----- | ----- | ----- | -------- | ----- | ----- | -------- | ----------- | ----- | ----- | -------- | -------- | ----------- | -------- | ----- | -------- | -------- | ----- | -------- | ----- | -------- | -------- | ------- |
| 2008      | SD        | 5     | 4     | 0     | 0     | 0        | 1     | 3     | 0        | 0           | .250  | 104   | 21.1     | 29       | 7           | 15       | 2     | 0        | 14       | 0     | 0        | 19    | 19       | 8.02     | 2.06    |
| 2009      | SD        | 9     | 9     | 0     | 0     | 0        | 3     | 1     | 0        | 0           | .750  | 194   | 46.1     | 35       | 6           | 19       | 1     | 4        | 30       | 0     | 0        | 19    | 19       | 3.69     | 1.17    |
| 2010      | SD        | 26    | 25    | 0     | 0     | 0        | 8     | 12    | 0        | 0           | .400  | 625   | 146.0    | 157      | 24          | 51       | 5     | 2        | 110      | 2     | 0        | 69    | 69       | 4.25     | 1.42    |
| 2011      | SD        | 14    | 14    | 0     | 0     | 0        | 5     | 6     | 0        | 0           | .455  | 339   | 79.2     | 84       | 7           | 28       | 1     | 1        | 51       | 1     | 1        | 42    | 41       | 4.54     | 1.41    |
| 2012      | MIA       | 25    | 9     | 0     | 0     | 0        | 2     | 5     | 0        | 1           | .286  | 284   | 68.2     | 71       | 7           | 19       | 1     | 1        | 43       | 1     | 0        | 30    | 28       | 3.67     | 1.31    |
| 2013      | MIA       | 13    | 7     | 0     | 0     | 0        | 1     | 5     | 0        | 0           | .167  | 222   | 48.2     | 63       | 6           | 15       | 2     | 2        | 31       | 0     | 0        | 30    | 28       | 5.18     | 1.60    |
| 2013      | HOU       | 4     | 0     | 0     | 0     | 0        | 0     | 0     | 0        | 0           | ----  | 37    | 6.1      | 9        | 1           | 5        | 1     | 1        | 2        | 0     | 0        | 10    | 5        | 7.11     | 2.21    |
| '13計     | HOU       | 17    | 7     | 0     | 0     | 0        | 1     | 5     | 0        | 0           | .167  | 259   | 55.0     | 72       | 7           | 20       | 3     | 3        | 33       | 0     | 0        | 40    | 33       | 5.40     | 1.67    |
| 2014      | LAA       | 1     | 0     | 0     | 0     | 0        | 0     | 0     | 0        | 0           | ----  | 28    | 6.1      | 6        | 2           | 2        | 0     | 1        | 4        | 1     | 0        | 4     | 4        | 5.68     | 1.31    |
| 2014      | NYY       | 1     | 0     | 0     | 0     | 0        | 0     | 0     | 0        | 0           | ----  | 7     | 1.0      | 2        | 0           | 1        | 1     | 1        | 0        | 0     | 0        | 2     | 2        | 18.00    | 3.00    |
| 2014      | LAA       | 9     | 3     | 0     | 0     | 0        | 1     | 1     | 0        | 0           | .500  | 86    | 22.1     | 19       | 0           | 4        | 1     | 0        | 17       | 0     | 0        | 9     | 9        | 3.67     | 1.04    |
| '14計     | LAA       | 11    | 3     | 0     | 0     | 0        | 1     | 1     | 0        | 0           | .500  | 121   | 29.2     | 27       | 2           | 7        | 2     | 2        | 21       | 1     | 0        | 13    | 13       | 3.94     | 1.15    |
| 2015      | 西武      | 8     | 8     | 1     | 0     | 0        | 2     | 5     | 0        | 0           | .286  | 196   | 44.2     | 43       | 6           | 18       | 1     | 2        | 26       | 3     | 0        | 26    | 21       | 4.23     | 1.37    |
| 2016      | SEA       | 11    | 8     | 0     | 0     | 0        | 3     | 0     | 1        | 0           | 1.000 | 208   | 50.0     | 52       | 14          | 9        | 0     | 0        | 41       | 0     | 0        | 27    | 25       | 4.50     | 1.22    |
| 2016      | PIT       | 8     | 0     | 0     | 0     | 0        | 1     | 0     | 0        | 1           | 1.000 | 44    | 12.0     | 7        | 0           | 2        | 0     | 0        | 10       | 0     | 0        | 3     | 1        | 0.75     | 0.75    |
| '16計     | PIT       | 19    | 8     | 0     | 0     | 0        | 4     | 0     | 2        | 1           | 1.000 | 252   | 62.0     | 59       | 14          | 11       | 0     | 0        | 51       | 0     | 0        | 30    | 26       | 3.77     | 1.13    |
| 2017      | PIT       | 50    | 0     | 0     | 0     | 0        | 5     | 2     | 1        | 4           | .714  | 283   | 68.0     | 64       | 10          | 17       | 1     | 1        | 54       | 2     | 0        | 35    | 34       | 4.50     | 1.36    |
| 2018      | SEA       | 32    | 27    | 0     | 0     | 0        | 9     | 5     | 0        | 0           | .643  | 662   | 162.0    | 151      | 24          | 40       | 1     | 3        | 130      | 1     | 0        | 74    | 67       | 3.72     | 1.18    |
| 2019      | SEA       | 26    | 8     | 0     | 0     | 0        | 6     | 7     | 0        | 0           | .462  | 532   | 121.1    | 145      | 28          | 31       | 1     | 1        | 92       | 0     | 0        | 80    | 77       | 5.71     | 1.45    |
| 2020      | BAL       | 6     | 6     | 0     | 0     | 0        | 1     | 0     | 0        | 0           | 1.000 | 103   | 22.1     | 27       | 6           | 8        | 0     | 1        | 13       | 0     | 1        | 20    | 20       | 8.06     | 1.57    |
| 2021      | BAL       | 6     | 1     | 0     | 0     | 0        | 0     | 1     | 0        | 0           | .000  | 33    | 6.2      | 11       | 1           | 1        | 0     | 1        | 6        | 2     | 0        | 7     | 7        | 9.45     | 1.80    |
| 2021      | STL       | 12    | 8     | 0     | 0     | 0        | 0     | 1     | 0        | 0           | .000  | 188   | 42.1     | 45       | 7           | 16       | 3     | 3        | 23       | 0     | 0        | 17    | 17       | 3.61     | 1.44    |
| '21計     | STL       | 18    | 9     | 0     | 0     | 0        | 0     | 2     | 0        | 0           | .000  | 221   | 49.0     | 56       | 8           | 17       | 3     | 4        | 29       | 2     | 0        | 24    | 24       | 4.41     | 1.49    |
| MLB：13年 | MLB：13年 | 258   | 129   | 0     | 0     | 0        | 46    | 49    | 3        | 6           | .484  | 3979  | 931.1    | 977      | 150         | 283      | 21    | 23       | 671      | 10    | 1        | 495   | 470      | 4.54     | 1.35    |
| NPB：1年  | NPB：1年  | 8     | 8     | 1     | 0     | 0        | 2     | 5     | 0        | 0           | .286  | 196   | 44.2     | 43       | 6           | 18       | 1     | 2        | 26       | 3     | 0        | 26    | 21       | 4.23     | 1.37    |

### 記録
NPB
- 初登板・初先発・初勝利：2015年4月2日、対東北楽天ゴールデンイーグルス2回戦（楽天Koboスタジアム宮城）、6回1失点（自責点0）
- 初奪三振：同上、5回裏にゼラス・ウィーラーから空振り三振
- 初完投勝利：2015年4月15日、対東北楽天ゴールデンイーグルス4回戦（西武プリンスドーム）、9回2失点

### 背番号
- 58（2008年 - 2009年途中）
- 49（2009年途中 - 2011年、2018年 - 2019年、2021年）
- 23（2012年 - 2013年途中、2020年）
- 46（2013年途中 - 同年終了）
- 35（2014年 - 同年途中、2016年 - 同年途中）
- 55（2014年途中 - 同年途中）
- 37（2014年途中 - 同年終了）
- 47（2015年）
- 38（2016年途中 - 2017年）